# Ada Lovelace
(Lady) Augusta Ada King (født Byron), Grevinde Lovelace (født 10. december 1815, død 27. november 1852) var datter og første barn af digteren Lord Byron og Anne Isabella "Annabella" Milbanke og er hovedsageligt kendt for sit arbejde med at beskrive opfinderen Charles Babbages mekaniske computer (Analytical Engine, "analysemaskinen"). Hendes beskrivelse i form af en række noter om en afhandling af den italienske videnskabsmand Luigi Menabrea ("Notions sur la machine analytique de Charles Babbage") oversat af Augusta Ada skulle snart vise sig at være langt mere interessant end selve afhandlingen.

## Barndom
Augusta Ada var opkaldt efter Byrons halvsøster Augusta Leigh, som Byron havde et nært og ifølge rygterne incestuøst forhold til. Og det var netop et forsøg på at modgå rygterne og undgå skandale, der fik en højst modvillig Byron til at ægte Annabella. Det var et særdeles umage par: Byron var berygtet for sin ekstravagante og umoralske levevis mens Annabella var alt andet end løssluppen. Ægteskabet holdt da også kun til Annabella havde født Augusta Ada. Den 16. januar 1816 tog Annabella den månedgamle Augusta Ada og forlod Byron, som underskrev separationspapirerne den 21. april for derefter at forlade England for aldrig at komme tilbage. Om det korte forhold med Annabella havde Byron senere et par skarpe ord i digtet Don Juan (canto 1, 12-30). Byron døde i 1824 under kampen for græsk uafhængighed. Da var Augusta Ada 8. Efter separationen fik Augusta Ada aldrig sin far at se. Annabella prøvede tilmed at holde hans eksistens hemmelig for Augusta Ada langt op i hendes opvækst, antagelig fordi hun frygtede hans dårlige indflydelse på datteren. Ligeledes prøvede Annabella gennem hele Augusta Adas barndom gennem en streng opdragelse med vægt på videnskab og matematik at modvirke Byrons udsvævende kunstneriske natur. På trods af det prøvede Augusta Ada som voksen at kombinere faderens kunstneriske natur med den videnskabelige tradition. Augusta Ada havde en uægte halvsøster ved Byron, som hed Allegra født i 1817 Hun kom først i familiepleje, så i et italiensk kloster og døde allerede i 1822, 5 år gammel.

## Voksenliv
Efter en kort kur ægtede Augusta Ada i 1835 William King, den 8. senere 1. Earl af Lovelace. De fik tre børn; Byron født den 12. maj 1836, Annabella (senere Lady Anne Blunt) født 22. september 1837 og Ralph Gordon født 2. juli 1839.
I 1833 blev Augusta Ada præsenteret for Charles Babbage, som holdt små komsammener for tidens overklasse og berømtheder, hvorunder han fremviste sin mekaniske, automatiske regnemaskine "Difference Engine" og prøvede at rejse penge til at finansiere konstruktionen af sit næste projekt: "Analytical Engine" – en mere generisk computer. Charles Babbage overtalte Augusta Ada til at oversætte Menabreas afhandling, hvortil hun føjede sine egne noter. Men da tidens moral næsten umuliggjorde, at kvinder skulle udgive videnskabelige afhandlinger i eget navn, blev de aldrig udgivet i selvstændig form. Der er diskussion om, i hvor stor udstrækning noterne blev udfærdiget af Augusta Ada alene eller i samarbejde med Charles Babbage.[kilde mangler] Analyse af brevudvekslingen mellem de to (bl.a. af Stephen Wolfram) peger på at Augusta Ada forfattede noterne inklusiv den berømte udregning af Bernoulli numbers, mens Charles Babbages rolle var at være sparringspartner.
Noterne inkluderer blandt andet (i note ’G’) verdens første computerprogram samt vel de første teoretiske overvejelser omkring kunstig intelligens, som hun ikke mente var mulig.
"The Analytical Engine (Analysemaskinen) har ingen som helst prætentioner om ved egen kraft at skabe nyt. Den kan gøre, hvad vi beordrer den til at gøre. Den kan følge analyser; men den har ingen kraft til at forudsige analytiske relationer af sandhed. Dens arbejdsområde er at hjælpe os til at fremskaffe, hvad vi allerede er bekendt med."
Augusta Ada døde i 1852 36 år gammel efter længere tids sygdom. Efter eget ønske blev hun begravet ved siden at sin far Lord Byron i Church of St. Mary Magdalene i Hucknall, Nottinghamshire.

## Trivia
- Den 10. december 1980, 165-årsdagen for Augusta Adas fødsel, døbte det amerikanske forsvarsministerium deres nyeste computersprog Ada.
- Hun er en af de centrale figurer i William Gibsons roman "The Difference Engine"; en alternativ historie, hvor computerrevolutionen starter allerede med mekaniske computere.
- Hendes billede kan ses på Microsofts hologram-mærkater.
- Den 10. december 2012 dedikerede Google deres Google Doodle til Ada Lovelace i anledning af hendes 197-års fødselsdag.[3]